# Trọng Nguyễn
Trọng Nguyễn là soạn giả cải lương tên thật là Nguyễn Phú Xuân, sinh năm 1938 tại xã Quách Phẩm, huyện Đầm Dơi, Cà Mau. Trọng Nguyễn còn có các bút danh khác như: Dương Nghĩa Trần, Khắc Tâm, Bùi Công Sắc.

## Tiểu sử
Từ thuở còn đi học trường trung học Thái Văn Lung, Trọng Nguyễn đã được học nhạc với nhạc sĩ Trương Bỉnh Tòng và Hoàng Mãnh.
Năm 1954, khi mới vừa 16 tuổi, Trọng Nguyễn đã thoát ly gia đình, đi theo cách mạng, được tổ chức phân công, lần lượt qua các nhiệm vụ, như: tổ trưởng tổ giao liên, phân đoàn trưởng thanh niên lao động, tổ trưởng trong lực lượng vũ trang tỉnh Cà Mau.
Năm 1961, Trọng Nguyễn được về làm Bí thư Đoàn của Đoàn Văn Công tỉnh Cà Mau, cũng là thời gian thuận lợi nhất để Trọng Nguyễn phát triển tài năng nghệ thuật của mình. Năm 1972, Trọng Nguyễn được tín nhiệm làm Bí thư chi bộ, chính tri viên, Đoàn Văn Công Khu Tây Nam Bộ. Từ đó, Trọng Nguyễn lần lượt giữ các nhiệm vụ như: Chủ tịch Hội VH, NT tỉnh Bạc Liêu, Ủy viên Ban Chấp hành Hội Sân khấu Việt Nam, Liên Chi Hội trưởng Chi Hội Sân khấu Việt Nam, Đồng bằng sông Cửu Long.
Từ năm 2002, Trọng Nguyễn bắt đầu nghỉ hưu trí.

## Sáng tác
Cuộc đời nghệ thuật của Trọng Nguyễn được bắt đầu từ sáng tác thơ, từ những năm 1950. Nhưng công chúng biết nhiều đến nghệ danh Trọng Nguyễn qua những bài ca Vọng cổ, kịch bản cải lương, và một số bản tân nhạc. Trong đó, có 19 kịch bản cải lương, hơn 200 bài ca Vọng cổ. Nổi bật có các tác phẩm như: Giọt máu oan cừu, Bóng biển, Rừng thần; Ơn Đảng, Bạc Liêu ngày ấy, Chợ Mới, Giọt sữa cuối cùng, Đôi mắt, Quê anh quê em,... Hầu hết các tác phẩm của Trọng Nguyễn đều được xuất bản, phổ biến trên các phương tiện truyền thông.